# Asota kuluensis
Asota kuluensis là một loài bướm đêm trong họ Erebidae.